# Perioada Meiji
Perioada Meiji sau Era Meiji (明治時代 Meiji jidai?) este denumirea unei ere în istoria Japoniei, începând cu venirea la putere a împăratului Meiji și terminându-se cu moartea acestuia, dintre 23 octombrie 1868 și 30 iulie 1912. Această eră reprezintă prima jumătate a Imperiului Japonez, în timpul căreia populația Japoniei au trecut de la o societate feudală autoizolată supusă riscului de colonizare de către marile puteri europene, la un stat național modern și industrializat, devenind o nouă mare putere influențată de idei științifice, tehnologice, filozofice, politice, juridice și estetice occidentale. Ca rezultat al adoptării, la scară largă, de ideii radical diferite, Japonia a suferit schimbări profunde care i-au afectat structura socială, politica internă, economia, armata și relațiile internaționale. Era corespunde cu anii de domnie a Împăratului Meiji, după care a urmat împăratul Taishō și era Taishō.